# Roxanne Hart
Pour les articles homonymes, voir Roxanne et Hart.
Roxanne Hart est une actrice américaine née le 27 juillet 1952 à Trenton (New Jersey).

## Filmographie

### Au cinéma
- 1979 : The Bell Jar de Larry Peerce
- 1982 : Le Verdict (The Verdict) de Sidney Lumet : Sally Doneghy
- 1984 : Tendres Années (Old Enough) de Marisa Silver : Carla
- 1984 : Oh, God! You Devil! de Paul Bogart : Wendy Shelton
- 1986 : Highlander de Russell Mulcahy : Brenda J. Wyatt
- 1988 : Danger haute tension (Pulse) de Paul Golding : Ellen Rockland
- 1991 : Ce cher intrus (Once Around) de Lasse Hallström : Gail Bella
- 2001 : Braquage au féminin (Beyond the City Limits) de Gigi Gaston : Danelle 'Dan' Perry
- 2002 : The Good Girl de Miguel Arteta : Mrs. Worther
- 2002 : Home Room de Paul F. Ryan : Mrs. Cartwright
- 2002 : Moonlight Mile de Brad Silberling : June Mulcahey
- 2003 : Easy de Jane Weinstock : Jackie
- 2006 : Art School Confidential de Terry Zwigoff : Mom Platz
- 2006 : Lettres d'Iwo Jima (Letters from Iwo Jima) de Clint Eastwood :la femme de l'Officier
- 2007 : Permis de mariage de Ken Kwapis : Mme Jones

### À la télévision
- 1980 : On ne vit qu'une fois ("One Life to Live") (série télévisée) : Isadora
- 1981 : Kent State : Jean
- 1983 : Special Bulletin : Megan 'Meg' Barclay
- 1985 : The Little Sister : Sara
- 1986 : Vengeance, l'histoire de Tony Cimo (Vengeance: The Story of Tony Cimo) : Jan Cimo
- 1986 : Samaritan: The Mitch Snyder Story : Carol Fennelly
- 1987 : L'Impossible Alibi (The Last Innocent Man) : Jenny Stafford
- 1989 : The Justice Game : Deborah
- 1989 : Big Time : Diane
- 1991 : Tagget (TV) : Annie Hartman
- 1991 : La Nuit du mensonge (Living a Lie) : Grace
- 1994 : The Road Home (série télévisée) : Dr. Buerring
- 1997 : L'Amant diabolique (Daughters) : Anne Scripps Douglas
- 1997 : Les Soupçons du cœur (When Secrets Kill) : Karen Newhall
- 1997 : Alone : Grace Ann
- 1998 : Météorites (Meteorites!) : Cath Johnson
- 1999 : Come On, Get Happy: The Partridge Family Story : Betty Bonaduce
- 2000 : Le Prix du courage (The Runaway) : Alice Davis
- 2001 : La Bonne Étoile (Follow the Stars Home) : Tess
- 2002 : Action Force (The President's Man: A Line in the Sand) : Lydia Mayfield
- 2005 : Dr House : Margot Davis (saison 1, épisode 8)
- 2006 : In from the Night : Ruth Miller Hammond
- 2006-2010 : Médium : Lily Devalos (saisons 3, 4 et 7)
- 2008 : Chapitre macabre (Grave Misconduct) : Margo Lawrence
- 2010-2011 : Hung (série télévisée, 8 épisodes) : Frances
- 2012 : Mentalist : Shirley Bauer (1 épisode)
- 2015 : Joyeux baiser de Noël : Mme Joyner
- 2016 : Secrets and Lies : Corinne (1 épisode)
- 2016 : Murder : Sylvia Mahoney (2 épisodes)